# Kasseistrook van Orchies
De kasseistrook van Orchies (Frans: Secteur pavé d'Orchies) is een kasseistrook uit de wielerwedstrijd Parijs-Roubaix, gelegen in de Franse gemeente Orchies. De kasseistrook werd voor het eerst opgenomen in de wedstrijd in 1980.
De strook is L-vormig en in totaal 1700 meter lang. De strook bevindt zich in de finale van de wedstrijd en is als 3-sterrenstrook een middelmatig zware strook, vooral omdat ze bergaf loopt. Het begin van de kasseistrook ligt op 40 meter hoogte, terwijl het einde op 33 meter ligt. De strook volgt eerst de Chemin des Prières aan de westelijke stadsrand. Dit stuk van het traject loopt zo'n kilometer in noordoostelijke richting. Ter hoogte van het oude slachthuis van Orchies volgt de strook de Chemins des Ponceaux, daarna Chemin des Abattoirs in noordwestelijke richting. Op de grens met Auchy-lez-Orchies gaat de straat over op een asfaltweg.

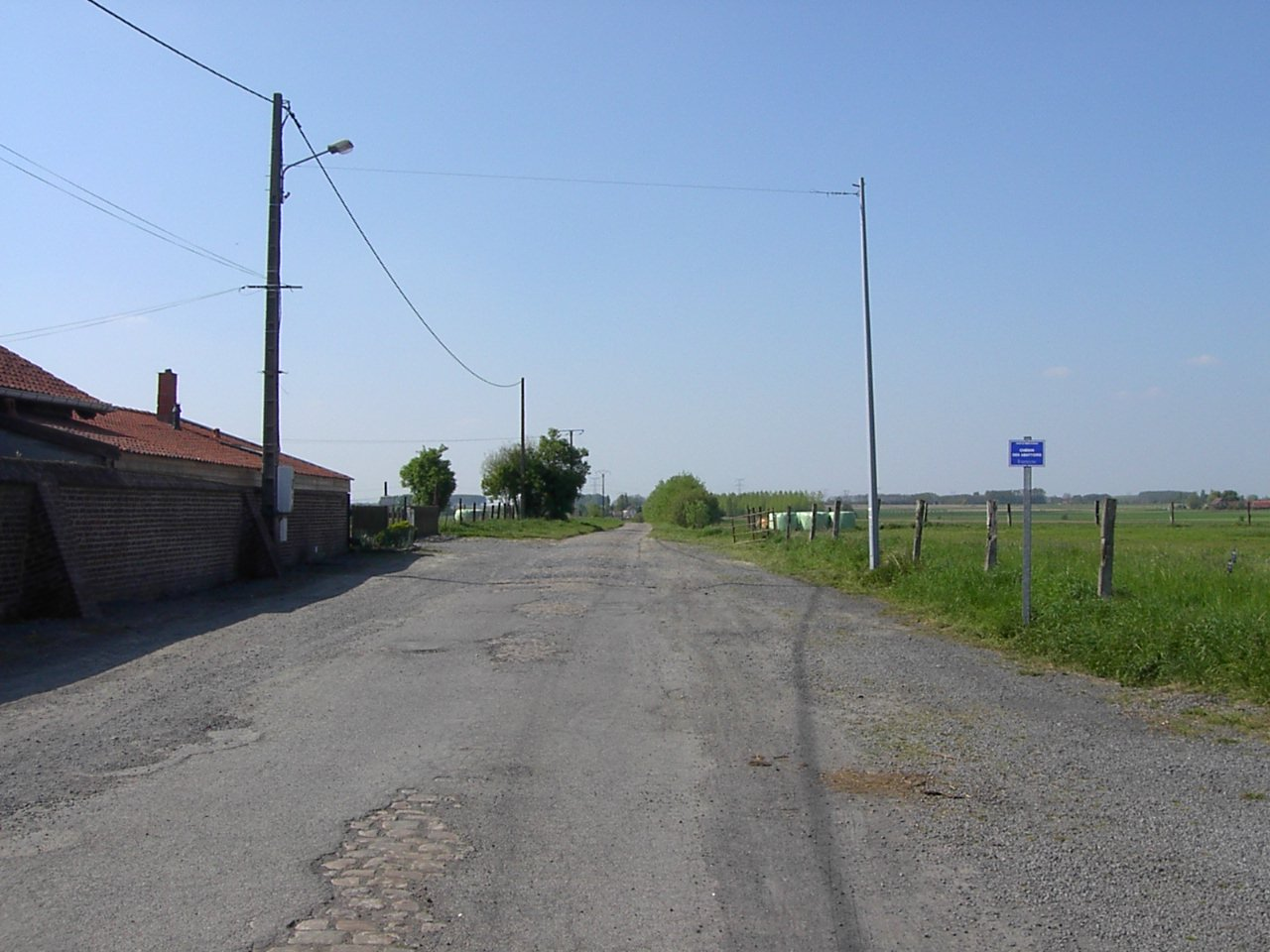
Begin tweede gedeelte (Chemin des Abattoirs)

27: Troisvilles à Inchy · 
26: Viesly à Quiévy · 
25: Quiévy à Saint-Python · 
24: Saint-Python · 
23: Vertain à Saint-Martin-sur-Écaillon · 
22: Capelle-sur-Écaillon à Ruesnes · 
21: Aulnoy-lez-Valenciennes - Famars · 
20: Famars à Quérénaing · 
19: Quérénaing à Maing · 
18: Maing à Monchaux-sur-Écaillon · 
17: Haveluy à Wallers · 
16: Bos van Wallers-Arenberg · 
15: Millonfosse à Bousignies · 
14: Brillon à Tilloy-lez-Marchiennes · 
14: Tilloy à Sars-et-Rosières · 
13: Beuvry-la-Forêt à Orchies · 
12: Orchies · 
11: Auchy-lez-Orchies à Bersée · 
11: Mons-en-Pévèle · 
10: Mérignies à Avelin · 
9: Pont-Thibaut à Ennevelin · 
8: Templeuve - L'Épinette · 
8: Templeuve – Moulin-de-Vertain · 
7: Cysoing à Bourghelles · 
6: Bourghelles à Wannehain · 
5: Camphin-en-Pévèle · 
4: Carrefour de l'Arbre · 
3: Gruson · 
2: Willems à Hem · 
1: Roubaix